# Jimmy Voytek
Jim „Jimmy“ Voytek (* 24. März 1938 in Miami, Florida; † 14. Mai 1980) war ein US-amerikanischer Country- und Rockabilly-Musiker.

## Leben
Jim Voytek begann seine Karriere Mitte der 1950er-Jahre zusammen mit anderen jungen Musikern wie Kent Westberry und Charlie McCoy als Ensemble-Mitglied des Old South Jamborees, das aus Miami über WMIL gesendet wurde. Am 11. Januar 1957 spielte Voytek zusammen mit Ray Pate and the Rhythm Rockets im Vorprogramm von Carl Perkins, der einen Gastauftritt im Jamboree hatte. Zur selben Zeit machte er erste Demo-Aufnahmen von Songs wie Sweetest Gal in Town.
In den Jahren 1959 und 1960, während Voytek bei einer Niederlassung von RCA Victor arbeitete, spielte er zwei Singles für zwei lokale Labels ein, die jedoch die Charts verfehlten. Danach gab er seine Musikerkarriere auf und arbeitete bis 1976 als Polizeibeamter in Miami.
1976 verließ er Miami und versuchte sich als Country-Musiker in Nashville, Tennessee, und gründete später sein eigenes Label Autumn Hill Records. Jedoch erlitt Voytek 1980 einen Herzinfarkt, der seine Karriere im Alter von nur 42 Jahren beendete.
Ein Jahr nach seinem Tod wurde von dem Label AFS Records auf dem Sampler Miami Rockabilly, Volume 3 ein Großteil von Voyteks Aufnahmen wiederveröffentlicht.

## Diskografie

### Singles
- 195? Kitten / Searching For You (als Jimmy Voytex)
- 1959: Close Your Eyes / Why
- 1976: The Ballad Of Thirteen Wives / Where Did All This Loneliness Come From
- 1978: Born To Be With You / Lovin' Stuff
- 1978: A Voice In The Back Of My Memory / Play Me A Leaving Song

## Alben
- 1978: Volume One

### Unveröffentlichte Titel
- 1957: Sweetest Gal in Town
- 195?: Don’t Be a Square